# Oliarus polyphema
Oliarus polyphema är en insektsart som beskrevs av Ronald Gordon Fennah 1973. Oliarus polyphema ingår i släktet Oliarus och familjen kilstritar. Inga underarter finns listade i Catalogue of Life.